# Doganjevo
Doganaj en albanais et Doganjevo en serbe latin (en serbe cyrillique : Догањево) est une localité du Kosovo située dans la commune/municipalité de Ferizaj/Uroševac, district de Ferizaj/Uroševac (Kosovo) ou district de Kosovo (Serbie). Selon le recensement kosovar de 2011, elle compte 1 100 habitants.

## Démographie

### Évolution historique de la population dans la localité
| 1948 | 1953 | 1961 | 1971 | 1981 | 1991 | 2011  |
| ---- | ---- | ---- | ---- | ---- | ---- | ----- |
| 288  | 323  | 386  | 463  | 582  | 737  | 1 100 |

|  |

### Répartition de la population par nationalités (2011)
En 2011, les Albanais représentaient 99,55 % de la population.

## Personnalités liées à la ville
- Driton Selmani (1987-), artiste visuel kosovar.